# Greg Abbott
Gregory Wayne Abbott (Wichita Falls, Texas, 1957. november 13. –) amerikai politikus, ügyvéd és jogász, 2015 óta Texas 48. kormányzója. A Republikánus Párt tagja, 2002 és 2015 között Texas 50. főügyésze, 1996 és 2001 között pedig a texasi Legfelsőbb Bíróság bírája volt. Abbott az Egyesült Államok leghosszabb ideje hivatalban lévő kormányzója.
Abbott volt a harmadik republikánus, aki a rekonstrukciós korszak óta Texas állam legfőbb ügyésze volt. 2002-ben a szavazatok 57%-ával választották meg erre a tisztségre, majd 2006-ban 60%-kal, 2010-ben pedig 64%-kal választották újra, és 12 évnyi szolgálatával az állam történetének leghosszabb ideig hivatalban lévő legfőbb ügyészévé vált. 2002-ben Abbott a texasi legfelsőbb bíróság bírája volt, ahová 1995-ben George W. Bush akkori kormányzó nevezte ki. Abbott 1998-ban a szavazatok 60%-ával nyerte el a teljes mandátumot. Legfőbb ügyészként sikeresen érvelt amellett, hogy a texasi állami Capitoliumban a Tízparancsolatot kiállítsák a 2005-ös Van Orden kontra Perry ügyben az amerikai legfelsőbb bíróságon, és sikertelenül védte meg az államban az azonos neműek házasságának tilalmát. Számos perben vett részt a Barack Obama-kormányzat ellen, amelyekben az Affordable Care Act törvény és a kormány környezetvédelmi rendeleteinek érvénytelenítésére törekedett.
A 2014-ben megválasztott Abbott az első texasi kormányzó és a harmadik amerikai állam kormányzója, aki kerekesszékben ül, a többiek Franklin D. Roosevelt és George Wallace. Kormányzóként Abbott támogatta az első Donald Trump-kormányt, és konzervatív programját támogatta, többek között az abortusz elleni intézkedésekkel, például a texasi szívverési törvénnyel, az enyhébb fegyvertörvényekkel, a bűnüldözés finanszírozásának támogatásával és a választási reformmal. A 2021. februári téli vihart követő áramválságra reagálva Abbott reformokat sürgetett a Texasi Elektromos Megbízhatósági Tanács (ERCOT) számára, és aláírta az erőművek időjárás-szabályozását előíró törvényt. A texasi Covid-19-világjárvány idején Abbott ellenezte az arcmaszkra és a vakcinákra vonatkozó előírások végrehajtását, miközben megakadályozta, hogy a helyi önkormányzatok, vállalkozások és más szervezetek saját előírásaikat végrehajtsák. Az illegális bevándorlás elleni küzdelmet is prioritásként kezelte, és 2021-ben elindította a Lone Star hadműveletet.

## Fiatalkora, tanulmányai és jogi pályafutása
Abbott angol származású. Édesanyja, Doris Lechristia Jacks Abbott háziasszony volt, édesapja, Calvin Rodger Abbott tőzsdeügynök és biztosítási ügynök. Hatéves korában Longview-ba költöztek, a család hat évig élt ott. 12 éves korában Abbott családja Duncanville-be költözött. A középiskola második évében édesapja szívrohamban meghalt; édesanyja egy ingatlanirodába ment dolgozni. Abbott a Duncanville-i középiskolában érettségizett, ahol tagja volt a futócsapatnak, a National Honor Society-nek és a "Legvalószínűbb siker" szavazáson nyert.
1981-ben Abbott pénzügyekből szerzett Bachelor of Business Administration diplomát az austini Texasi Egyetemen, ahol tagja volt a Delta Tau Delta testvériségnek és a Fiatal Republikánusok Klubjának. Feleségével, Cecilia Phalennel az UT Austinra járva ismerkedett meg. 1981-ben házasodtak össze. 1984-ben a Vanderbilt Egyetem jogi karán szerzett jogi doktorátust. 1984-ben a Vanderbilt Egyetem jogi karán szerzett jogi doktorátust.
Abbott magánpraxist folytatott, 1984 és 1992 között a Butler and Binion, LLP-nél dolgozott.

## Texasi kormányzósága (2015–)

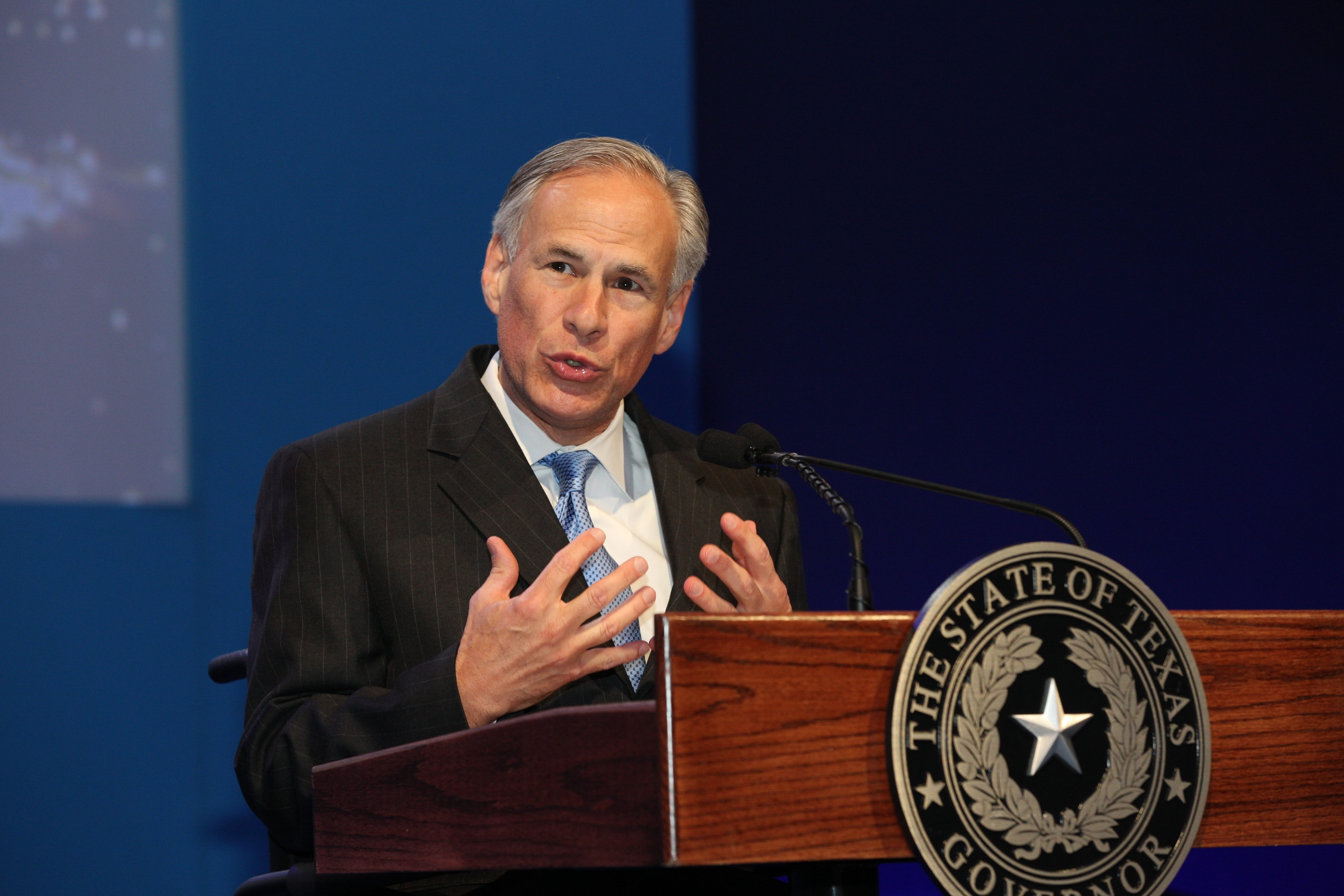
Abbott felszólal a World Travel and Tourism Council 2016-os konferenciáján

Abbott 2015. január 20-án esküdött fel Texas kormányzójának, Rick Perry utódjaként. Ő az első texasi kormányzó és a harmadik olyan amerikai állam megválasztott kormányzója, aki kerekesszékben ül, a New York-i Franklin D. Roosevelt (1929-1932) és az alabamai George Wallace (1963-1967, 1971-1979; 1983-1987) után.
Abbott kormányzóként először találkozott külföldi miniszterelnökkel, amikor 2015. március 15-én találkozott Enda Kenny ír taoiseach-vel, hogy megvitassák a kereskedelmi és gazdasági kapcsolatokat.
A 2015-ös törvényhozási ülésszak során a Texasi Egészségügyi és Humán Szolgáltatási Bizottság tisztviselőinek kezdeményezésére a texasi törvényhozás egy olyan kiegészítést helyezett el, amely 150 millió dollárt csökkentett a költségvetéséből azáltal, hogy megszüntette a Medicaidben részesülő gyermekek különböző fejlesztő terápiáinak kifizetését és fedezetét. Az érintett családok és terápiás szolgáltatók nevében pert indítottak az állam ellen, azt állítva, hogy a csökkentés helyrehozhatatlan károkat okozhat az érintett gyermekek fejlődésében. 2015. szeptember 25-én a perben ideiglenes végzést kaptak, amely megtiltotta a THHSC-nek, hogy a terápiák mértékének csökkentését végrehajtsa.
Donald Trump első elnöksége idején Abbott lelkesen támogatta Trumpot. A Trump-kormányzat több korábbi Abbott-jelöltet nevezett ki szövetségi bíróságokra, amit egyes médiumok Abbottnak a kormányzatra gyakorolt befolyásának tulajdonítottak. 2021-ben Trump támogatta Abbott újraválasztását, több republikánus előválasztási riválisával szemben őt választva, akik szintén Trump-pártinak pozicionálták magukat.
Abbott Broken But Unbowed (2016) című könyve Abbott személyes történetét és politikával kapcsolatos nézeteit meséli el.
2016 októberében robbanószeres csomagokat küldtek Abbottnak, Barack Obama elnöknek és a társadalombiztosítási hivatal biztosának. Abbott csomagja nem robbant fel kinyitása után, mert "nem rendeltetésszerűen nyitotta ki [a csomagot]".
2017. június 6-án Abbott rendkívüli törvényhozási ülésszakot hívott össze annak érdekében, hogy több törvényhozási prioritását elfogadja, amelyet Dan Patrick alkormányzó támogatott. 2017-ben Abbott 50 törvényjavaslatot vétózott meg a rendes ülésszakban, ami 2007 óta a legtöbb egy ülésszakban.
Abbott több bírót nevezett ki különböző bírói posztokra, köztük több olyan Republikánus-kötődésű bírót, akik nemrég vesztették el a helyi bírói választásokat.
A 2021-es rendes ülésszak után a The New York Times Abbottot és Patrickot "a közelmúlt államtörténetének egyik legkeményebb jobboldali fordulata mögött álló hajtóerőnek" nevezte. Más források szerint Abbott és más állami tisztviselők erősen konzervatív politikát támogattak. 2022-es újraválasztási kampányára Abbott egyre hangsúlyosabban hangsúlyozta a "kultúrharc" kérdéseit. A konzervatív politika népszerűsítésében Ron DeSantis floridai kormányzóhoz hasonlították.
A The Texas Tribune és a ProPublica jelentése szerint Abbott hivatali ideje alatt központosította a hatalmat a kormányzói hivatalban.

## Fordítás
Ez a szócikk részben vagy egészben  a   Grand Ole OpryGreg Abbott című angol Wikipédia-szócikk ezen változatának fordításán alapul.  Az eredeti cikk szerkesztőit annak laptörténete sorolja fel. Ez a jelzés csupán a megfogalmazás eredetét és a szerzői jogokat jelzi, nem szolgál a cikkben szereplő információk forrásmegjelöléseként.